# 上海扬子江万丽大酒店
上海扬子江万丽大酒店是位於中華人民共和國上海市長寧區延安西路的一個酒店，於1990年開業，最初由香港新世界酒店管理集團經營管理，酒店名為上海揚子江大酒店，後轉讓給美國萬豪酒店管理集團管理，酒店更名為上海扬子江万丽大酒店。酒店高124米，地上共有36層。